# Jean de Haynin
Pour les autres membres de la famille, voir Maison de Haynin.
Jean de Haynin, chroniqueur et chevalier bourguignon, seigneur de Hainin, de Louvignies, d'Amfroipret, du Broeucq et d'Oby est né le 14 octobre 1423 (ancien style), décédé le 12 mai 1495 en son château, à Hainin, près de Mons, et est inhumé en l'église du village.
Il appartient à la branche ainée d'Amfroipret et de Wambrechies de la Maison de Haynin, rameau des seigneurs de Haynin et d'Amfroipret, une très ancienne famille de la noblesse du Hainaut. 

## Biographie
Jean est le vassal du duc de Bourgogne Philippe le Bon et s'est mis au service de son suzerain en embrassant la carrière militaire en 1452.
En cette qualité, il assiste au sac de Dinant par le Duc et son fils Charles le Téméraire qui n'est alors encore que le comte de Charolais, décrit en détail les funérailles, le cortège mortuaire du Duc de Bourgogne, Philippe II dit le Bon, etc.
Selon Albert Henry, les mémoires de ce chroniqueur cher aux francophones de Belgique contiennent la toute première marque écrite du terme Wallon.

## Œuvres
- Mémoires de Jean, sire de Haynin et de Louvignies